# Collegio di Truro and Falmouth
Truro and Falmouth è un collegio elettorale inglese situato in Cornovaglia e rappresentato alla camera dei Comuni del parlamento del Regno Unito. Elegge un membro del parlamento con il sistema maggioritario a turno unico; l'attuale parlamentare è Jayne Kirkham del Partito Laburista e Co-Operativo, che rappresenta il collegio dal 2024.

## Storia
Il collegio fu creato per le elezioni generali del 2010 a seguito della modifica della rappresentanza parlamentare in Cornovaglia da parte della Boundary Commission for England, che aumentò il numero dei collegi nella contea da cinque a sei. Sostituisce parte dell'ex Truro and St Austell e Falmouth and Camborne.
Storia politica
Il risultato fu ravvicinato nel 2010, e i risultati precedenti dei seggi predecessori furono duramente combattuti tra i Liberal Democratici ed i Conservatori.
Alle elezioni generali del 2017 il collegio fu mantenuto dai conservatori, anche se il voto laburista crebbe del 22,5%, il terzo maggiore incremento nel Regno Unito, che andò quasi a strappare il seggio ai conservatori. Il 37,7% dei voti ottenuti dai laburisti a Truro and Falmouth è stato il terzo migliore risultato in uno dei collegi di Truro in 47 anni.

## Estensione

Truro and Falmouth dal 2010 al 2024

Dal 2010 al 2024 sono appartenuti al collegio di Truro and Falmouth i ward del distretto di Carrick di Arwenack, Boscawen, Boslowick, Carland, Feock and Kea, Kenwyn and Chacewater, Moresk, Mylor, Newlyn and Goonhavern, Penryn, Penwerris, Perranporth, Probus, Roseland, St Agnes, Tregolls, Trehaverne and Gloweth e Trescobeas.
Il collegio aveva gli stessi confini del vecchio distretto di Carrick, con l'eccezione del ward di Mount Hawke, che faceva parte di Camborne and Redruth. I principali insediamenti del collegio sono la città di Truro e quella di Falmouth, da cui il collegio prende nome. Tra gli altri centri abitati vi sono Penryn, Perranporth, St Agnes e St Mawes.
Dal 2024 il collegio è costituito dalle seguenti divisioni elettorali della Cornovaglia: Falmouth Arwenack; Falmouth Boslowick; Falmouth Penwerris; Falmouth Trescobeas and Budock; Feock and Kea; Gloweth, Malabar and Shortlanesend; Mylor, Perranarworthal and Ponsanooth; Penryn; Probus and St Erme; St Goran, Tregony and the Roseland; St Newlyn East, Cubert and Goonhavern; Threemilestone and Chacewater; Truro Boscawen and Redannick; Truro Moresk and Trehaverne e Truro Tregolls.

## Profilo
Il collegio ha attrazioni turistiche situate in maniera diametralmente opposta sulle coste, tra cui Porthtowan e Perranporth, famose per le spiagge. Falmouth conta molti ristoranti, alberghi e offre soluzioni per la vela e le imbarcazioni da diporto; le industrie e i commerci non sono dominati dall'arte o dal lusso, ma dalla manutenzione marittima, dalle strutture ricettive, turismo, vendita al dettaglio, distribuzione e agricoltura. Nel novembre 2012 i disoccupati e le persone in cerca di lavoro erano meno della media nazionali, il 3,0% contro il 3,8% nazionale (dati della statistica di The Guardian).

## Membri del parlamento
| Elezione | Elezione          | Deputato      | Partito         |
| -------- | ----------------- | ------------- | --------------- |
|          | 2010              | Sarah Newton  | Conservatore    |
| 2019     | Cherilyn Mackrory |               | Conservatore    |
|          | 2024              | Jayne Kirkham | Laburista Co-Op |

## Elezioni

### Elezioni negli anni 2020
| Partito                    | Partito                                                 | Candidato                  | Risultati 4 luglio 2024 | Risultati 4 luglio 2024 |
| Partito                    | Partito                                                 | Candidato                  | Voti                    | %                       |
| -------------------------- | ------------------------------------------------------- | -------------------------- | ----------------------- | ----------------------- |
|                            | Laburista Co-Op                                         | Jayne Kirkham              | 20 783                  | 41,35                   |
|                            | Conservatore                                            | Cherilyn Mackrory          | 12 632                  | 25,13                   |
|                            | Lib Dem                                                 | Ruth Gripper               | 6 552                   | 13,04                   |
|                            | Reform UK                                               | Steve Rubidge              | 6 163                   | 12,26                   |
|                            | Verdi                                                   | Karen La Borde             | 3 470                   | 6,90                    |
|                            | Indipendente                                            | Peter Lawrence             | 498                     | 0,99                    |
|                            | Liberale                                                | Peter White                | 166                     | 0,33                    |
|                            |                                                         |                            |                         |                         |
| Iscritti                   | Iscritti                                                | Iscritti                   | 72 982                  | 100,00                  |
| ↳ Votanti (% su iscritti)  | ↳ Votanti (% su iscritti)                               | ↳ Votanti (% su iscritti)  | 50 444                  | 69,12                   |
| ↳ Astenuti (% su iscritti) | ↳ Astenuti (% su iscritti)                              | ↳ Astenuti (% su iscritti) | 22 538                  | 30,88                   |
|                            |                                                         |                            |                         |                         |
|                            | Esito: collegio passa da Conservatore a Laburista Co-Op |                            |                         |                         |

### Elezioni negli anni 2010
| Partito                    | Partito                                   | Candidato                  | Risultati 12 dicembre 2019 | Risultati 12 dicembre 2019 |
| Partito                    | Partito                                   | Candidato                  | Voti                       | %                          |
| -------------------------- | ----------------------------------------- | -------------------------- | -------------------------- | -------------------------- |
|                            | Conservatore                              | Cherilyn Mackrory          | 27 237                     | 46,02                      |
|                            | Laburista                                 | Jennifer Forbes            | 22 676                     | 38,31                      |
|                            | Lib Dem                                   | Ruth Gripper               | 7 150                      | 12,08                      |
|                            | Verdi                                     | Tom Scott                  | 1 714                      | 2,90                       |
|                            | Liberale                                  | Paul Nicholson             | 413                        | 0,70                       |
|                            |                                           |                            |                            |                            |
| Iscritti                   | Iscritti                                  | Iscritti                   | 76 719                     | 100,00                     |
| ↳ Votanti (% su iscritti)  | ↳ Votanti (% su iscritti)                 | ↳ Votanti (% su iscritti)  | 59 190                     | 77,15                      |
| ↳ Astenuti (% su iscritti) | ↳ Astenuti (% su iscritti)                | ↳ Astenuti (% su iscritti) | 17 529                     | 22,85                      |
|                            |                                           |                            |                            |                            |
|                            | Esito: collegio confermato a Conservatore |                            |                            |                            |

| Partito                    | Partito                                   | Candidato                  | Risultati 8 giugno 2017 | Risultati 8 giugno 2017 |
| Partito                    | Partito                                   | Candidato                  | Voti                    | %                       |
| -------------------------- | ----------------------------------------- | -------------------------- | ----------------------- | ----------------------- |
|                            | Conservatore                              | Sarah Newton               | 25 123                  | 44,35                   |
|                            | Laburista                                 | Jayne Kirkham              | 21 331                  | 37,66                   |
|                            | Lib Dem                                   | Rob Nolan                  | 8 465                   | 14,94                   |
|                            | UKIP                                      | Duncan Odgers              | 897                     | 1,58                    |
|                            | Verdi                                     | Amanda Pennington          | 831                     | 1,47                    |
|                            |                                           |                            |                         |                         |
| Iscritti                   | Iscritti                                  | Iscritti                   | 74 732                  | 100,00                  |
| ↳ Votanti (% su iscritti)  | ↳ Votanti (% su iscritti)                 | ↳ Votanti (% su iscritti)  | 56 647                  | 75,80                   |
| ↳ Astenuti (% su iscritti) | ↳ Astenuti (% su iscritti)                | ↳ Astenuti (% su iscritti) | 18 085                  | 24,20                   |
|                            |                                           |                            |                         |                         |
|                            | Esito: collegio confermato a Conservatore |                            |                         |                         |

| Partito                    | Partito                                   | Candidato                  | Risultati 7 maggio 2015 | Risultati 7 maggio 2015 |
| Partito                    | Partito                                   | Candidato                  | Voti                    | %                       |
| -------------------------- | ----------------------------------------- | -------------------------- | ----------------------- | ----------------------- |
|                            | Conservatore                              | Sarah Newton               | 22 681                  | 44,00                   |
|                            | Lib Dem                                   | Simon Rix                  | 8 681                   | 16,84                   |
|                            | Laburista                                 | Stuart Roden               | 7 814                   | 15,16                   |
|                            | UKIP                                      | John Hyslop                | 5 967                   | 11,58                   |
|                            | Verdi                                     | Karen Westbrook            | 4 483                   | 8,70                    |
|                            | Indipendente                              | Loic Rich                  | 792                     | 1,54                    |
|                            | Mebyon Kernow                             | Stephen Richardson         | 563                     | 1,09                    |
|                            | National Health Action                    | Rik Evans                  | 526                     | 1,02                    |
|                            | Principles of Politics                    | Stanley Guffogg            | 37                      | 0,07                    |
|                            |                                           |                            |                         |                         |
| Iscritti                   | Iscritti                                  | Iscritti                   | 73 764                  | 100,00                  |
| ↳ Votanti (% su iscritti)  | ↳ Votanti (% su iscritti)                 | ↳ Votanti (% su iscritti)  | 51 544                  | 69,88                   |
| ↳ Astenuti (% su iscritti) | ↳ Astenuti (% su iscritti)                | ↳ Astenuti (% su iscritti) | 22 220                  | 30,12                   |
|                            |                                           |                            |                         |                         |
|                            | Esito: collegio confermato a Conservatore |                            |                         |                         |

| Partito                    | Partito                                         | Candidato                  | Risultati 6 maggio 2010 | Risultati 6 maggio 2010 |
| Partito                    | Partito                                         | Candidato                  | Voti                    | %                       |
| -------------------------- | ----------------------------------------------- | -------------------------- | ----------------------- | ----------------------- |
|                            | Conservatore                                    | Sarah Newton               | 20 349                  | 41,73                   |
|                            | Lib Dem                                         | Terrye Teverson            | 19 914                  | 40,83                   |
|                            | Laburista                                       | Charlotte MacKenzie        | 4 697                   | 9,63                    |
|                            | UKIP                                            | Harry Blakeley             | 1 911                   | 3,92                    |
|                            | Mebyon Kernow                                   | Loic Rich                  | 1 039                   | 2,13                    |
|                            | Verdi                                           | Ian Wright                 | 858                     | 1,76                    |
|                            |                                                 |                            |                         |                         |
| Iscritti                   | Iscritti                                        | Iscritti                   | 70 575                  | 100,00                  |
| ↳ Votanti (% su iscritti)  | ↳ Votanti (% su iscritti)                       | ↳ Votanti (% su iscritti)  | 48 768                  | 69,10                   |
| ↳ Astenuti (% su iscritti) | ↳ Astenuti (% su iscritti)                      | ↳ Astenuti (% su iscritti) | 21 807                  | 30,90                   |
|                            |                                                 |                            |                         |                         |
|                            | Esito: collegio a Conservatore (nuovo collegio) |                            |                         |                         |

## Risultati dei referendum

### Referendum sulla permanenza del Regno Unito nell'Unione europea del 2016
|             | Collegio           | Lasciare UE % | Rimanere in UE % |
| ----------- | ------------------ | ------------- | ---------------- |
|             | Truro and Falmouth | 47,1%         | 52,9%            |
|             | Inghilterra        | 53,3%         | 46,7%            |
| Regno Unito | 51,9%              | 48,1%         |                  |